# Unió Esportiva Sant Andreu
La Unió Esportiva Sant Andreu, S.A.E. és un club de futbol de Barcelona vinculat a Sant Andreu de Palomar. Va ser fundat el 1909 i és conegut principalment pel seu primer equip masculí, que competeix a Segona Federació de la Lliga espanyola de futbol, la quarta categoria estatal. A més, compta amb una àmplia estructura de futbol base amb més de 60 equips, tant masculins com femenins.
El Club va viure la seva millor època entre els anys 50 i anys 70, jugant 11 temporades a la Segona divisió espanyola i arribant als quarts de final de la Copa del Rei de 1970-71. El seu camp, el Camp Municipal Narcís Sala, es va inaugurar a la mateixa època.
En l'actualitat, el rival principal del Sant Andreu és el CE Europa, contra qui juga al Derbi del Pla de Barcelona. A part de l'Europa, el Sant Andreu ha tingut rivalitats amb el CD Fabra i Coats, el CF Muntanyesa i la UDA Gramenet, entre d'altres.
El Sant Andreu és considerat com un dels clubs històrics del futbol català per la seva antiguitat i la seva llarga presència a categories nacionals i estatals. A més, ha guanyat dues Copes Catalunya, ha campionat a vàries lligues estatals i compta amb el tercer nombre de socis més alt de Barcelona, darrere el FC Barcelona i el RCD Espanyol.

## Història

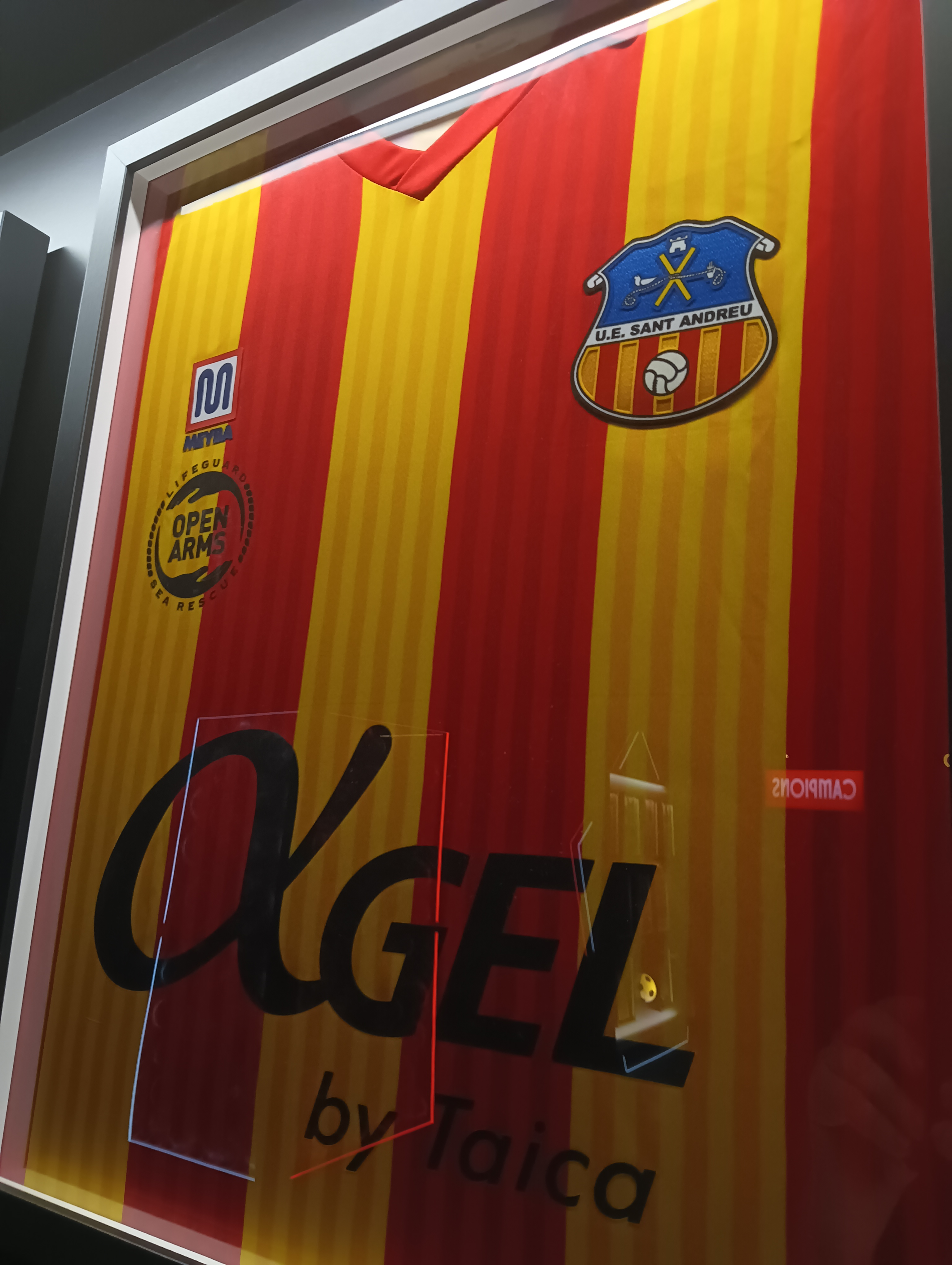
Samareta UE Sant Andreu.

La primera referència de la creació d'un club de futbol a Sant Andreu la trobem en una nota d'El Mundo Deportivo del dia 21 de gener de 1909. Aquest club fou anomenat FC Z o simplement Zeta. El mateix 1909, aquest club s'oficialitzà amb el nom de FC Andreuenc. El primer terreny del club fou el Camp de les Medecines, situat al carrer Escòcia amb la carretera de Barcelona (avui Concepció Arenal) i més tard es traslladà a Can Tisó, a la Trinitat, i adoptà un uniforme amb franges vermelles i grogues.
El 1911 alguns jugadors van separar-se de l'Andreuenc per cercar alberg a la societat Casal Nacionalista Republicà, on va néixer la idea de fundar un club, posada tot seguit en pràctica, naixent així l'Avenç FC. El 1913 L'Avenç passà a la societat el Fènix Andreuenc, i adopta el nom de L'Avenç del Sport. El club fou fundat per Lluís Montell, qui era amic del poeta de Sant Andreu Ignasi Iglésias, i el nom del club feia al·lusió a la impremta que el mateix Iglesias havia creat juntament amb Àngel Guimerà.
La temporada 1914-15 L'Avenç del Sport jugà per primer cop a uns terrenys situats entre els carrers Virgili i Santa Coloma, actual ubicació de l'estadi Narcís Sala. El club adoptà els colors vermell i blanc per la seva samarreta.
L'any 1925 els diversos club del barri (Avenç, FC Andreuenc, Esport Ciclista Andreuenc i Secció Atlética Vida de l'Ateneu Obrer de Sant Andreu) es fusionaren, prenent el nom definitiu d'Unió Esportiva Sant Andreu, només alterat durant la República (on es tornà a dir Avenç) i el període del franquisme (CD San Andrés). El club va debutar a la Segona Divisió A la temporada 1950/51, durant la primera etapa de la presidència de Narcís Sala i Vila.
El Camp Municipal Narcís Sala es va inaugurar el 19 de març de 1970, obrint una dècada que seria històrica per la trajectòria de l'equip a la Segona Divisió.
L'any 1992, quan tot era propici per a tornar a pujar a la Segona Divisió, l'arbitre Japon Sevilla no va assenyalar un clar penal comès sobre Calderé al camp del Lugo, privant el club de l'ascens. En aquesta època el club arribà a jugar a l'Estadi Olímpic Lluís Companys de Montjuïc, en el partit d'inaguración de l'estadi, contra el Santurtzi. Anys més tard i en el tombant de segle, un altre club del barri, la Unió Esportiva Besòs-Baró de Viver es convertí en la UE Sant Andreu B a partir del 2000, filial del club.
Després d'un període de set anys a Tercera i un a Primera Catalana, la temporada 2004/05 l'equip aconsegueix l'ascens a Segona Divisió B. Aquest mateix any, s'incorpora com a vicepresident a Ferran Martorell, la Fundació Esportiva del qual passa a formar part del futbol base del club.
El 18 de novembre de 2008 la U.E Sant Andreu passà a ser Societat Anònima Esportiva. En total, es van posar a la venda 35.200 accions, per un valor global de 3,52 milions d'euros. Joan Gaspart es convertí en el major accionista del club fins a l'any 2011, quan va vendre les seves accions al que seria nou president Manuel Camino
En la temporada 2022-23, després de quedar per darrere de l'Europa a la fase de lliga de 3a RFEF, el 4 de juny de 2023 es va aconseguir l'ascens a 2a RFEF en la final del play-off d'ascens contra el Salamanca UDS a l'Helmántico (1-2), en un partit que es va aturar per pedregada més d'una hora i amb més de 400 aficionats andreuencs mobilitzats al camp rival. Com a dada adicional, aquest és el segon partit més llarg de la història del futbol, només superat per un minut per un partit de 1946 entre l'Stockport County i el Doncaster Rovers.
Camino va presidir el Sant Andreu fins al 2024, amb l'excepció de la temporada 2014/2015, quan va vendre i posteriorment recomprar la propietat del club a la brasilera Dinorah Santa Ana. El novembre de 2024, va traspassar les accions al japonès Taito Suzuki, amo de Taica Corporation. Des de llavors, el grup japonès assumeix la direcció executiva, mentre Camino va mantenir-ne la presidència i la representació institucional.

El Sant Andreu va iniciar la segona meitat de la 2024-25 com a líder de la primera, i va aconseguir mèrits als àmbits esportiu i social, destacant el desplaçament de 2000 aficionats a Sabadell pel partit contra el club local, que va acabar sent el desplaçament més llarg dels últims 55 anys. L'Europa es va emportar la lliga i l'ascens directe, i el club del Palomar es va tornar a quedar a les portes de la 1a RFEF, després de perdre les semifinals dels play-offs contra el Rayo Majadahonda. 

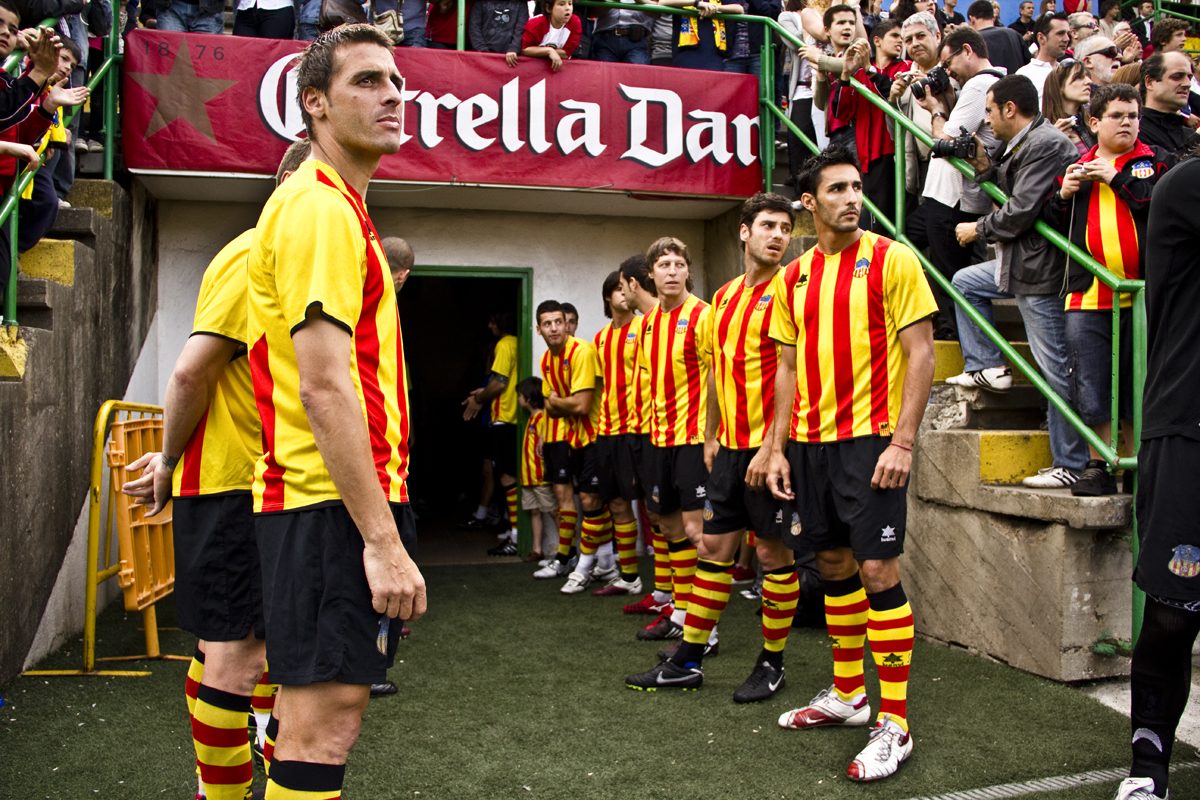
Plantilla de la temporada 2009-2010 de la UE Sant Andreu.

## Símbols

### Escut
L'escut original del Sant Andreu tenia un disseny completament diferent al disseny contemporani i incloïa un escut amb el nom del Club i amb l'escut del Sant Andreu de Palomar per davant d'una bandera amb els colors del Club. Això va canviar amb l'arribada del franquisme, pel qual el Club havia de retirar la senyera del seu escut, havia de canviar el seu nom a castellà i va començar a emprar un disseny nou, el què encara s'utilitza avui en dia. Malgrat seguir amb el disseny del 1939, el Club ha recuperat la senyera, el seu nom en català i la bandera de Sant Andreu. L'any 2005 l'escut del club va ser modificat per últim cop, per votació popular dels socis.

### Colors
La samarreta de l'equip és groga amb les quatre barres vermelles, i el pantaló és negre, tal com els primers jugadors del Sant Andreu jugaven. No obstant això, el Sant Andreu també ha jugat amb una samarreta blanc-i-vermella quan encara es coneixia com a l'Avenç del Sport (1911-1925), amb una samarreta blanca just després de la Guerra Civil espanyola (1939-1940) i amb una samarreta amb ratlles blaves i grogues (1940-1954). El Club va haver de fer aquests dos últims canvis pel règim franquista, que va prohibir qualsevol mostra de la identitat catalana.

#### Evolució de l'uniforme
| Andreuenc · 1909-1925 | Avenç · 1911-1925 | UESA · 1925-1940 | CDSA · 1939-1940 | CDSA · 1940-1954 | CDSA · 1954-1973 | UESA · 1973-2009 | UESA · 2009-2010 |

| UESA · 2010-2012 | UESA · 2012-2013 | UESA · 2013-2014 |

### Himne
L'himne del Sant Andreu es diu Flames i ginesta i va ser interpretat l'any 1959 amb motiu de les Noces d'Or del club per l'Orfeó Eco de Catalunya. La lletra l'ha escrit Bru Romeo i la música va ser composta per Ricard Castells. Aquest himne encara s'escoltava abans i després de cada partit al Narcís Sala, fins a l'aparició de la versió renovada, que fins avui s'escolta a l'estadi. La lletra és la següent:
| Flames i ginesta són nostres colors, els crits són de festa i els cants són d'amor, perquè les quatre barres les portem al cor. Nostra història va unida, i això cal fer-ho constar, quan fou l'era més florida del bon futbol català. Per això els fundadors nostres li van dir Avenç del Sport, perquè fou la seva fita que avancés sempre el futbol. Flames i ginesta són nostres colors... Hem donat sense recança, i ho diem amb el cap ben alt, jugadors que han donat glòria en el futbol nacional. Hem sigut també modestos, virtut que tenim per dot i tenim l'orgull i el lema de treballar per l'esport. | Flames i ginesta són nostres colors... No volem mai adormir-nos damunt de nostres llorers, hem de forjar futbolistes que ens honorin Sant Andreu. Aquests han de ser els propòsits les nostres il·lusions, germanor entre els esportistes i enaltir sempre l'esport. Flames i ginesta són nostres colors... Visca l'esport! Visca el futbol! |

A finals de 2024, els germans Júlia i Pau Serrasolsas, del grup de música Ginestà, van renovar l'himne amb una nova versió, que va ser estrenada al Narcís Sala el 5 de desembre, abans del partit de Copa del Rei contra el Real Betis. La lletra, que s'ha fet més curta, és aquesta:
| Flames i ginesta són nostres colors, els crits són de festa quan canta el Gol Nord, perquè les quatre barres les portem al cor. La nostra història va unida, i sempre recordarà, viví l'era més florida del bon futbol català. Per això qui ens ha vist néixer li va dir Avenç del Sport, diu la grada atronadora, "Sant Andreu fins a la mort!" | Flames i ginesta són nostres colors... Sant Andreu! |

## Instal·lacions

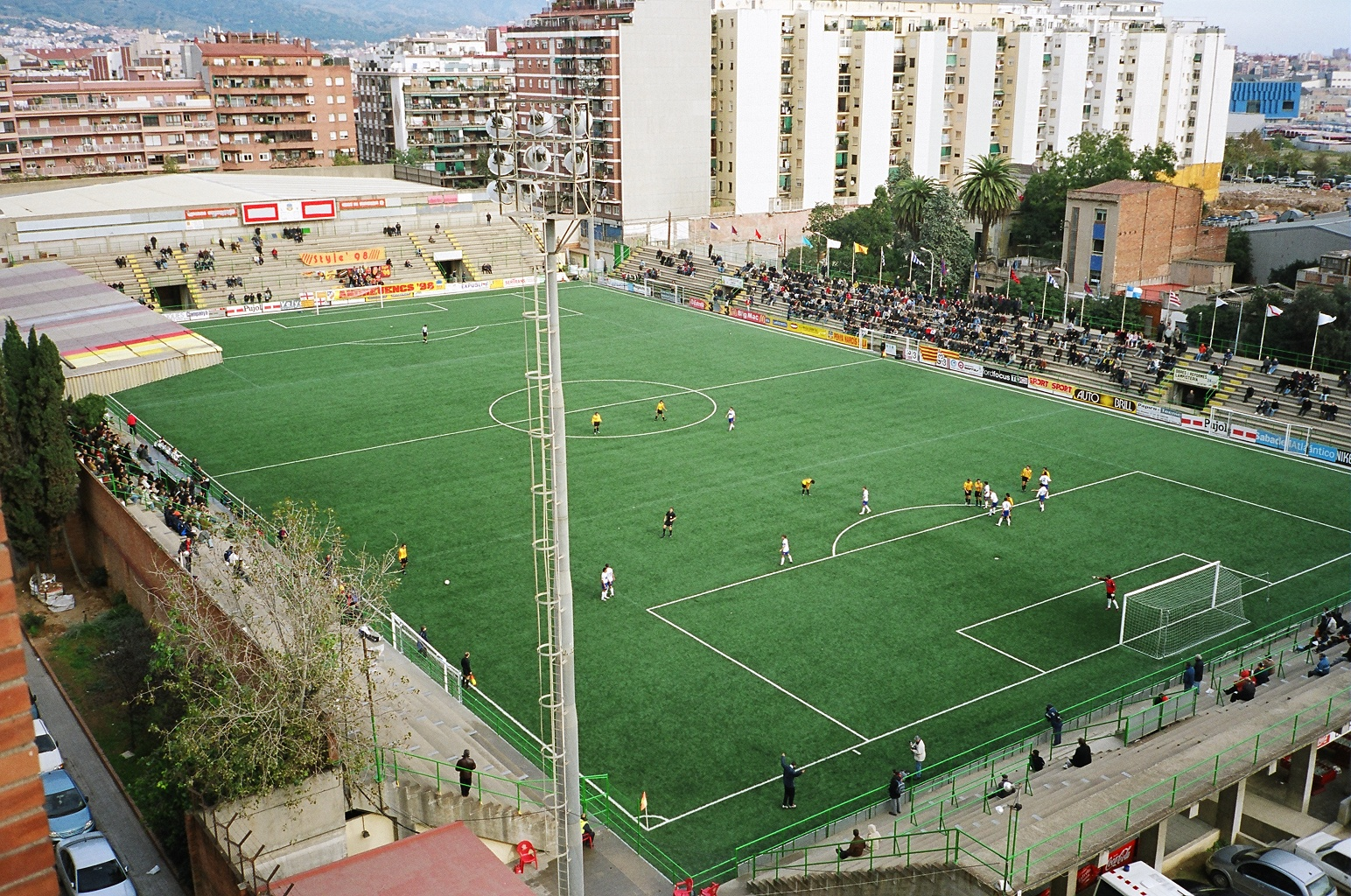
El Camp Municipal Narcís Sala.

### Narcís Sala
El Sant Andreu juga els seus partits en el Narcís Sala, inaugurat el 19 de març de 1970 amb un partit contra el FC Barcelona. L'estadi té unes dimensions de 105 x 64 metres, és de gespa artificial i té una capacitat de 6.563. A part del seu primer equip, també hi juga el futbol base del Sant Andreu.

### Camps històrics
Anteriorment, el Club ha jugat a diversos camps, tots ubicats al Districte de Sant Andreu.
- Can Tisó (1909-1914), a prop del barri de la Trinitat Vella.
- Camp de les Medicines (1912-1925), a prop de l'actual Carrer Concepció Arenal.
- Camp del carrer Santa Coloma (1924-1969), als mateixos terrenys de l'actual Narcís Sala.

## Primer equip

### Temporada 2025-26
Així queda la plantilla del Sant Andreu a la temporada 2025-26 Incloses les incorporacions i baixes del mercat d'estiu.
| N. | Pos. | Nac. | Jugador               |
| -- | ---- | --- | --------------------- |
| 1  | POR  | [[Fitxer:Flag of Catalonia.svg\|23x15px\|border \|alt=Catalunya\|link=Selecció de futbol de Catalunya\|{{#if:\|]]                                   | Raúl García Alejo     |
| 2  | DEF  | [[Fitxer:Flag of La Rioja (with coat of arms).svg\|23x15px\|border \|alt=La Rioja\|link=Selecció de futbol de la Rioja\|{{#if:\|]]                  | Luis Martinez de Quel |
| 3  | DEF  | [[Fitxer:Flag of the United States.svg\|23x15px\|border \|alt=Estats Units d'Amèrica\|link=Selecció de futbol dels Estats Units\|{{#if:\|]]         | Hudson Davis          |
| 4  | DEF  | [[Fitxer:Flag of Catalonia.svg\|23x15px\|border \|alt=Catalunya\|link=Selecció de futbol de Catalunya\|{{#if:\|]]                                   | Carlos Blanco         |
| 5  | DEF  | [[Fitxer:Flag of Catalonia.svg\|23x15px\|border \|alt=Catalunya\|link=Selecció de futbol de Catalunya\|{{#if:\|]]                                   | Emilio Lucas Viña     |
| 6  | MIG  | [[Fitxer:Flag of Catalonia.svg\|23x15px\|border \|alt=Catalunya\|link=Selecció de futbol de Catalunya\|{{#if:\|]]                                   | Noel Carbonell        |
| 7  | MIG  | [[Fitxer:Flag of Catalonia.svg\|23x15px\|border \|alt=Catalunya\|link=Selecció de futbol de Catalunya\|{{#if:\|]]                                   | Pau Darbra            |
| 8  | MIG  | [[Fitxer:Flag of Catalonia.svg\|23x15px\|border \|alt=Catalunya\|link=Selecció de futbol de Catalunya\|{{#if:\|]]                                   | Albertito García      |
| 9  | DAV  | [[Fitxer:Flag of Catalonia.svg\|23x15px\|border \|alt=Catalunya\|link=Selecció de futbol de Catalunya\|{{#if:\|]]                                   | Armand Vallès         |
| 10 | DAV  | [[Fitxer:Flag of Guinea.svg\|23x15px\|border \|alt=Guinea\|link=Selecció de futbol de Guinea\|{{#if:\|]]                                            | Marcos Mendes         |
| 11 | DAV  | [[Fitxer:Flag of Catalonia.svg\|23x15px\|border \|alt=Catalunya\|link=Selecció de futbol de Catalunya\|{{#if:\|]]                                   | Pau Salvans           |
| 12 | MIG  | [[Fitxer:Flag of the Community of Madrid.svg\|23x15px\|border \|alt=Comunitat de Madrid\|link=Selecció de futbol de Comunitat de Madrid\|{{#if:\|]] | Dani Torices          |
| 13 | POR  | [[Fitxer:Bandera de Navarra.svg\|23x15px\|border \|alt=Navarra\|link=Selecció de futbol de Navarra\|{{#if:\|]]                                      | Iñaki Álvarez         |
| 14 | DEF  | [[Fitxer:Flag of Catalonia.svg\|23x15px\|border \|alt=Catalunya\|link=Selecció de futbol de Catalunya\|{{#if:\|]]                                   | David Pons            |
| 15 | DEF  | [[Fitxer:Flag of Catalonia.svg\|23x15px\|border \|alt=Catalunya\|link=Selecció de futbol de Catalunya\|{{#if:\|]]                                   | Jordi Méndez          |
| 17 | DAV  | [[Fitxer:Flag of Catalonia.svg\|23x15px\|border \|alt=Catalunya\|link=Selecció de futbol de Catalunya\|{{#if:\|]]                                   | Guillem Naranjo       |
| 18 | MIG  | [[Fitxer:Flag of Catalonia.svg\|23x15px\|border \|alt=Catalunya\|link=Selecció de futbol de Catalunya\|{{#if:\|]]                                   | Sergi García          |
| 20 | DEF  | [[Fitxer:Flag of Andalucía.svg\|23x15px\|border \|alt=Andalusia\|link=Selecció de futbol d'Andalusia\|{{#if:\|]]                                    | Javi Gómez            |
| 21 | DAV  | [[Fitxer:Flag of Catalonia.svg\|23x15px\|border \|alt=Catalunya\|link=Selecció de futbol de Catalunya\|{{#if:\|]]                                   | Alexis García         |
| 22 | DAV  | [[Fitxer:Flag of Catalonia.svg\|23x15px\|border \|alt=Catalunya\|link=Selecció de futbol de Catalunya\|{{#if:\|]]                                   | Sergi Serrano         |
| 23 | DAV  | [[Fitxer:Flag of Catalonia.svg\|23x15px\|border \|alt=Catalunya\|link=Selecció de futbol de Catalunya\|{{#if:\|]]                                   | Max Marcet            |
| 24 | DEF  | [[Fitxer:Flag of Catalonia.svg\|23x15px\|border \|alt=Catalunya\|link=Selecció de futbol de Catalunya\|{{#if:\|]]                                   | Pablo Santiago        |

#### Cos tècnic[36]
- Entrenador: Natxo González
- Segon entrenador: Jaume Delgado
- Entrenador Assistent: Javi Cuesta
- Preparador físic: Sergi Seró
- Entrenador de porters: Iván Pérez
- Doctora: Sònia Cibrián
- Fisioterapeuta: Derek Gordillo
- Fisioterapeuta: Enric Lopez
- Readaptador: Jordi Torres
- Delegat d'equip: Francesc Vives
- Encarregat de material: Leonardo López
- Analista tàctic: Issa Kassim, Aleix Pérez i Jun Takada.

## Dades del Club

### Temporades a la Lliga espanyola
- Temporades a Segona divisió (11): 1950-51 a 1952-53 i 1969-70 a 1976-77
- Temporades a Segona divisió B (19): 1977-78 a 1979-80, 1990-91 a 1996-97, 2005-06 a 2006-07 i 2008-09 a 2014-15
- Temporades a Segona Federació (2): 2023-24 a 2024-25
- Temporades a Tercera divisió (44): 1940-41, 1947-48 a 1949-50, 1953-54 a 1968-69, 1980-81 a 1989-90, 1997-98 a 1998-99, 2000-01 a 2004-05, 2007-08 i 2015-16 a 2020-21
- Temporades a Tercera Federació (2): 2021-22 a 2022-23
- Temporades a categories regionals (8): 1939-40, 1941-42 a 1946-47 i 1999-2000

### Classificacions a la Lliga espanyola
El Sant Andreu ha militat un total de 78 temporades a categories estatals: 11 a Segona divisió, 19 a Segona divisió B, dues a Segona Federació, 44 a Tercera divisió i dues a Tercera Federació, a més d'un total de vuit temporades a categories regionals sota diverses denominacions.
| Temporada | Categoria | Grup       | Posició | Punts | PJ | PG | PE | PP | GF  | GC |
| --------- | --------- | ---------- | ------- | ----- | -- | -- | -- | -- | --- | -- |
| 1947-48   | Tercera   | V          | 2n/14   | 33    | 26 | 14 | 5  | 7  | 67  | 39 |
| 1948-49   | Tercera   | III        | 4t/14   | 31    | 26 | 15 | 1  | 10 | 73  | 45 |
| 1949-50   | Tercera   | III        | 1r/18   | 49    | 34 | 23 | 3  | 8  | 117 | 56 |
| 1950-51   | Segona    | I          | 4t/17   | 35    | 32 | 15 | 5  | 12 | 70  | 76 |
| 1951-52   | Segona    | I          | 12è/16  | 28    | 30 | 12 | 4  | 14 | 51  | 57 |
| 1952-53   | Segona    | I          | 8è/16   | 30    | 30 | 13 | 4  | 13 | 50  | 58 |
| 1953-54   | Tercera   | III        | 3r/19   | 43    | 36 | 18 | 7  | 11 | 56  | 42 |
| 1954-55   | Tercera   | VI         | 3r/11   | 26    | 20 | 11 | 4  | 5  | 37  | 23 |
|           |           | Fase Perm. | 1r/12   | 28    | 22 | 12 | 4  | 6  | 65  | 32 |
| 1955-56   | Tercera   | VII        | 8è/12   | 20    | 22 | 8  | 4  | 10 | 33  | 36 |
|           |           | Fase Perm. | 3r/12   | 27    | 22 | 12 | 3  | 7  | 40  | 23 |
| 1956-57   | Tercera   | VI         | 10è/24  | 49    | 46 | 21 | 7  | 18 | 90  | 75 |
| 1957-58   | Tercera   | VI         | 1r/22   | 61    | 42 | 25 | 11 | 6  | 82  | 33 |
| 1958-59   | Tercera   | VI         | 13è/18  | 30    | 34 | 11 | 8  | 15 | 50  | 60 |
| 1959-60   | Tercera   | VI         | 12è/16  | 27    | 30 | 10 | 7  | 13 | 48  | 62 |
| 1960-61   | Tercera   | VI         | 12è/16  | 23    | 30 | 10 | 3  | 17 | 42  | 63 |
| 1961-62   | Tercera   | VI         | 10è/17  | 31    | 32 | 11 | 9  | 12 | 39  | 50 |
| 1962-63   | Tercera   | VII        | 5è/16   | 35    | 30 | 16 | 3  | 11 | 59  | 45 |
| 1963-64   | Tercera   | VI-VII     | 5è/20   | 44    | 38 | 17 | 10 | 11 | 65  | 47 |
| 1964-65   | Tercera   | VI-VII     | 11è/20  | 39    | 38 | 15 | 9  | 14 | 65  | 60 |
| 1965-66   | Tercera   | VI-VII     | 5è/20   | 41    | 38 | 16 | 9  | 13 | 59  | 50 |
| 1966-67   | Tercera   | VI-VII     | 8è/20   | 41    | 38 | 16 | 9  | 13 | 55  | 52 |
| 1967-68   | Tercera   | VI-VII     | 5è/20   | 43    | 38 | 15 | 13 | 10 | 51  | 49 |
| 1968-69   | Tercera   | IV         | 1r/20   | 53    | 38 | 22 | 9  | 7  | 64  | 31 |
| 1969-70   | Segona    | -          | 8è/20   | 37    | 38 | 13 | 11 | 14 | 32  | 34 |
| 1970-71   | Segona    | -          | 7è/20   | 40    | 38 | 14 | 12 | 12 | 34  | 36 |
| 1971-72   | Segona    | -          | 10è/20  | 38    | 38 | 15 | 8  | 15 | 36  | 33 |
| 1972-73   | Segona    | -          | 6è/20   | 40    | 38 | 14 | 12 | 12 | 49  | 51 |
| 1973-74   | Segona    | -          | 8è/20   | 39    | 38 | 16 | 7  | 15 | 47  | 38 |
| 1974-75   | Segona    | -          | 7è/20   | 39    | 38 | 12 | 15 | 11 | 35  | 31 |
| 1975-76   | Segona    | -          | 14è/20  | 35    | 38 | 14 | 7  | 17 | 38  | 45 |
| 1976-77   | Segona    | -          | 19è/20  | 33    | 38 | 10 | 13 | 15 | 39  | 52 |
| 1977-78   | Segona B  | II         | 11è/20  | 37    | 38 | 15 | 7  | 16 | 34  | 46 |
| 1978-79   | Segona B  | II         | 8è/20   | 40    | 38 | 14 | 12 | 12 | 45  | 45 |
| 1979-80   | Segona B  | II         | 17è/20  | 32    | 38 | 10 | 12 | 16 | 39  | 45 |
| 1980-81   | Tercera   | V          | 9è/20   | 39    | 38 | 15 | 9  | 14 | 66  | 52 |
| 1981-82   | Tercera   | V          | 9è/20   | 41    | 38 | 18 | 5  | 15 | 67  | 54 |
| 1982-83   | Tercera   | V          | 4t/20   | 46    | 38 | 20 | 6  | 12 | 68  | 49 |
| 1983-84   | Tercera   | V          | 4t/20   | 47    | 38 | 17 | 13 | 8  | 59  | 36 |
| 1984-85   | Tercera   | V          | 1r/20   | 57    | 38 | 25 | 7  | 6  | 73  | 30 |
| 1985-86   | Tercera   | V          | 3r/20   | 46    | 38 | 19 | 8  | 11 | 66  | 43 |
| 1986-87   | Tercera   | V          | 20è/20  | 19    | 38 | 5  | 9  | 24 | 29  | 76 |
| 1987-88   | Tercera   | V          | 2n/20   | 53    | 38 | 23 | 7  | 8  | 85  | 42 |

| Temporada | Categoria    | Grup        | Posició | Punts | PJ | PG | PE | PP | GF | GC |
| --------- | ------------ | ----------- | ------- | ----- | -- | -- | -- | -- | -- | -- |
| 1988-89   | Tercera      | V           | 3r/22   | 52    | 42 | 20 | 12 | 10 | 72 | 42 |
| 1989-90   | Tercera      | V           | 1r/20   | 56    | 38 | 22 | 12 | 4  | 65 | 24 |
| 1990-91   | Segona B     | IV          | 13è/20  | 35    | 38 | 12 | 11 | 15 | 43 | 44 |
| 1991-92   | Segona B     | II          | 1r/20   | 54    | 38 | 23 | 8  | 7  | 70 | 35 |
| 1992-93   | Segona B     | III         | 2n/20   | 53    | 38 | 24 | 5  | 9  | 84 | 43 |
| 1993-94   | Segona B     | III         | 7è/20   | 44    | 38 | 16 | 12 | 10 | 62 | 34 |
| 1994-95   | Segona B     | III         | 15è/20  | 33    | 38 | 11 | 11 | 16 | 52 | 47 |
| 1995-96   | Segona B     | III         | 12è/20  | 49    | 38 | 12 | 13 | 13 | 51 | 58 |
| 1996-97   | Segona B     | III         | 19è/20  | 33    | 38 | 7  | 12 | 19 | 30 | 43 |
| 1997-98   | Tercera      | V           | 15è/20  | 44    | 38 | 12 | 8  | 18 | 52 | 62 |
| 1998-99   | Tercera      | V           | 19è/20  | 27    | 38 | 6  | 9  | 23 | 30 | 68 |
| 1999-00   | Primera Cat. | -           | 1r/20   | 82    | 38 | 25 | 7  | 6  | 77 | 37 |
| 2000-01   | Tercera      | V           | 13è/20  | 49    | 38 | 13 | 10 | 15 | 46 | 58 |
| 2001-02   | Tercera      | V           | 4t/20   | 62    | 38 | 18 | 8  | 12 | 57 | 59 |
|           |              | Fase Ascens | 3r/4    | 6     | 6  | 2  | 2  | 2  | 10 | 9  |
| 2002-03   | Tercera      | V           | 3r/20   | 68    | 38 | 20 | 8  | 10 | 60 | 44 |
|           |              | Fase Ascens | 4t/4    | 2     | 6  | 0  | 2  | 4  | 2  | 8  |
| 2003-04   | Tercera      | V           | 8è/20   | 51    | 38 | 13 | 12 | 13 | 47 | 44 |
| 2004-05   | Tercera      | V           | 3r/20   | 72    | 38 | 22 | 6  | 10 | 58 | 34 |
| 2005-06   | Segona B     | III         | 11è/20  | 55    | 38 | 15 | 10 | 13 | 47 | 40 |
| 2006-07   | Segona B     | III         | 17è/20  | 45    | 38 | 12 | 9  | 17 | 35 | 43 |
| 2007-08   | Tercera      | V           | 2n/20   | 82    | 38 | 25 | 7  | 6  | 74 | 25 |
| 2008-09   | Segona B     | III         | 3r/20   | 62    | 38 | 15 | 17 | 6  | 45 | 34 |
| 2009-10   | Segona B     | III         | 1r/20   | 78    | 38 | 23 | 9  | 6  | 66 | 35 |
| 2010-11   | Segona B     | III         | 7è/20   | 55    | 38 | 13 | 16 | 9  | 37 | 29 |
| 2011-12   | Segona B     | III         | 10è/20  | 53    | 38 | 14 | 11 | 13 | 47 | 44 |
| 2012-13   | Segona B     | III         | 7è/21   | 58    | 40 | 15 | 13 | 12 | 39 | 37 |
| 2013-14   | Segona B     | III         | 15è/20  | 44    | 38 | 11 | 11 | 16 | 33 | 44 |
| 2014-15   | Segona B     | III         | 18è/20  | 39    | 38 | 10 | 9  | 19 | 37 | 48 |
| 2015-16   | Tercera      | V           | 7è/20   | 55    | 38 | 15 | 10 | 13 | 54 | 46 |
| 2016-17   | Tercera      | V           | 5è/20   | 60    | 38 | 16 | 12 | 10 | 51 | 40 |
| 2017-18   | Tercera      | V           | 2n/20   | 71    | 38 | 19 | 14 | 5  | 61 | 24 |
| 2018-19   | Tercera      | V           | 5è/21   | 71    | 40 | 20 | 11 | 9  | 65 | 34 |
| 2019-20   | Tercera      | V           | 3r/20   | 53    | 27 | 15 | 8  | 4  | 46 | 25 |
| 2020-21   | Tercera      | 5.B         | 4t/11   | 31    | 20 | 9  | 4  | 7  | 24 | 21 |
|           |              | Segona Fase | 1r/6    | 42    | 26 | 12 | 6  | 8  | 30 | 23 |
| 2021-22   | 3a RFEF      | V           | 5è/17   | 53    | 32 | 16 | 5  | 11 | 47 | 33 |
| 2022-23   | 3a RFEF      | V           | 2n/16   | 56    | 30 | 15 | 11 | 14 | 50 | 31 |
| 2023-24   | 2a RFEF      | III         | 4t/18   | 58    | 34 | 16 | 10 | 8  | 53 | 33 |
| 2024-25   | 2a RFEF      | III         | 3r/18   | 60    | 34 | 17 | 9  | 8  | 64 | 40 |

### Estadístiques a la Lliga espanyola

#### Segona divisió
- Temporades a Segona Divisió: 11 (1950-53, 1969-77)
- Millor posició a la lliga: 4t (temporada 1950-51)
- Pitjor posició a la lliga: 19è (temporada 1976-77)
- Partits jugats: 396 (198 a casa, 198 fora)
- Punts aconseguits: 394 (297 a casa, 97 fora)
- Partits guanyats: 148 (128 a casa, 20 fora)
- Partits empatats: 98 (41 a casa, 57 fora)
- Partits perduts: 150 (29 a casa, 121 fora)
- Gols a favor: 481 (364 a casa, 117 fora)
- Gols en contra: 511 (174 a casa, 337 fora)
- Golejada més àmplia aconseguida a casa: 5-0 (Osasuna 1950-51, Lleida 1951-52, Logroñés 1971-72, Valladolid 1973-74, Ensidesa 1975-76), 6-1 (Orensana 1950-51), 7-2 (Gimnàstic 1951-52)
- Golejada més àmplia aconseguida fora: 1-4 (Tenerife 1974-75)
- Golejada més àmplia encaixada a casa: 0-5 (Lleida 1952-53)
- Golejada més àmplia encaixada fora: 8-0 (Ferrol 1951-52)

##### Gols històrics a Segona Divisió
- Gol 1: Buqué. Jornada 1 (1950-1951), Girona FC 0-1 (1-2) Sant Andreu.[37]
- Gol 100: Berasaluce, en pròpia porta. Jornada 14 (1951-1952), Sant Andreu 2-1 (4-1) CD Alavés.[38]
- Gol 200: Yanko. Jornada 38 (1969-1970), Sant Andreu 1-0 (4-0) Real Gijón.[39][40]
- Gol 300: Feliu. Jornada 24 (1972-1973), Sant Andreu 2-3 (2-3) Pontevedra CF.[41]
- Gol 400: Pujol. Jornada 35 (1974-1975), Sant Andreu 3-0 (3-1) Cultural Leonesa.[42]

#### Segona Divisió B
- Temporades a Segona divisió B: 19 (1977-80, 1990-97, 2005-07, 2008-15)
- Millor posició a la lliga: 1r (temporades 1991-92, 2009-10)
- Pitjor posició a la lliga: 19è (temporada 1996-97)
- Partits jugats: 724 (362 a casa, 362 fora)
- Punts aconseguits: 899 (583 a casa, 316 fora)
- Partits guanyats: 272 (193 a casa, 79 fora)
- Partits empatats: 208 (94 a casa, 114 fora)
- Partits perduts: 244 (75 a casa, 169 fora)
- Gols a favor: 896 (579 a casa, 317 fora)
- Gols en contra: 794 (336 a casa, 458 fora)
- Golejada més àmplia aconseguida a casa: 10-0 (Manacor 1993-94)
- Golejada més àmplia aconseguida fora: 0-5 (Gramenet 2009-10)
- Golejada més àmplia encaixada a casa: 0-5 (Gramenet 1995-96)
- Golejada més àmplia encaixada fora: 4-0 (Girona FC 1977-78, Llevant UE 1978-79, Gandia 1990-91), 5-1 (Llevant UE 1977-78, Gimnàstic 1978-79), 7-3 (RCD Mallorca B 1995-96)

##### Gols històrics a Segona Divisió B
- Gol 1: Font. Jornada 2 (1977-1978), Sant Andreu 1-0 (1-0) Algeciras CF.[43]
- Gol 100: José María. Jornada 24 (1979-1980), Sant Andreu 1-0 (2-1) CD San Fernando.[44]
- Gol 200: Manolo Muñoz. Jornada 23 (1991-1992), CF Sporting Maonès 0-1 (0-1) Sant Andreu.[45]
- Gol 300: Glaría. Jornada 29 (1992-1993), Sant Andreu 4-1 (4-1) AEC Manlleu.[46]
- Gol 400: Conget. Jornada 11 (1994-1995), Sant Andreu 4-1 (4-1) Ontinyent CF.[47]
- Gol 500: Jimmy Prat. Jornada 23 (1996-1997), Sant Andreu 1-0 (1-2) RCD Espanyol B.[48]
- Gol 600: Lanzarote. Jornada 9 (2008-2009), Sant Andreu 2-0 (5-1) VCF Mestalla.[49]
- Gol 700: Máyor. Jornada 35 (2009-2010), Sant Andreu 1-0 (1-0) RCD Espanyol B.[50]
- Gol 800: David Prats. Jornada 35 (2011-2012), CF Badalona 1-0 (1-0) Sant Andreu.[51]

#### Tercera DivisióActualitzat per últim cop el 17 de maig de 2017.[cal actualització]
- Temporades a Tercera divisió: 41 (1940-41, 1947-50, 1953-69, 1980-90, 1997-99, 2000-05, 2007-08, 2015-18)
- Millor posició a la lliga: 1r (1949-50, 1957-58, 1968-69, 1984-85, 1989-90)
- Pitjor posició a la lliga: 20è (1986-87)
- Partits jugats: 1.450 (725 a casa, 725 fora)
- Punts aconseguits: 1.807 (1.132 a casa, 675 fora)
- Partits guanyats: 666 (444 a casa, 222 fora)
- Partits empatats: 316 (153 a casa, 163 fora)
- Partits perduts: 468 (128 a casa, 340 fora)
- Gols a favor: 2.446 (1.552 a casa, 894 fora)
- Gols en contra: 1.906 (757 a casa, 1.149 fora)
- Golejada més àmplia aconseguida a casa: 9-1 (Sueca 1949-50)
- Golejada més àmplia aconseguida fora: 0-6 (Vilafranca 1989-90)
- Golejada més àmplia encaixada a casa: 0-5 (Terrassa 1961-62)
- Golejada més àmplia encaixada fora: 7-0 (Lleida 1959-60, Mataró 1997-98)

##### Gols històrics a Tercera Divisió
- Gol 1: Lluch. Jornada 1 (1940-1941), CE Constància 2-1 Sant Andreu.
- Gol 500: Cos. Jornada 2 (1956-1957), Sant Andreu 2-0 (8-1) CD La Cava.[52]
- Gol 1000: Tell. Jornada 21 (1964-1965), Sant Andreu 2-0 (3-0) CF Palafrugell.[53]
- Gol 1500: Rafa. Jornada 22 (1983-1984), Sant Andreu 1-0 (4-1) FC Vilafranca.[54]
- Gol 2000: Ramon Triguero. Jornada 1 (2000-2001), UE Vilassar de Mar 0-1 (1-3) Sant Andreu.[55]

#### Copa del ReiActualitzat per últim cop el 17 de maig de 2017.[cal actualització]
- Participacions en la Copa del Rei: 30
- Millor posició a la Copa: 1/4 de final (eliminat pel Sevilla 1970-71)
- Eliminatòries disputades: 65
- Eliminatòries superades: 35
- Partits jugats: 115 (58 a casa, 57 fora)
- Partits guanyats: 46 (33 a casa, 13 fora)
- Partits empatats: 22 (9 a casa, 13 fora)
- Partits perduts: 47 (16 a casa, 31 fora)
- Gols a favor: 167 (114 a casa, 53 fora)
- Gols en contra: 159 (70 a casa, 89 fora)
- Golejada més àmplia aconseguida a casa: 6-0 (Vilobí 1991-92)
- Golejada més àmplia aconseguida fora: 0-4 (Vilobí 1991-92, Blanes 1992-93)
- Golejada més àmplia encaixada a casa: 1-5 (Lleida 1985-86), 0-4 (Atlètic de Madrid 2013-14)
- Golejada més àmplia encaixada fora: 7-0 (Lleida 1985-86)

## Palmarès

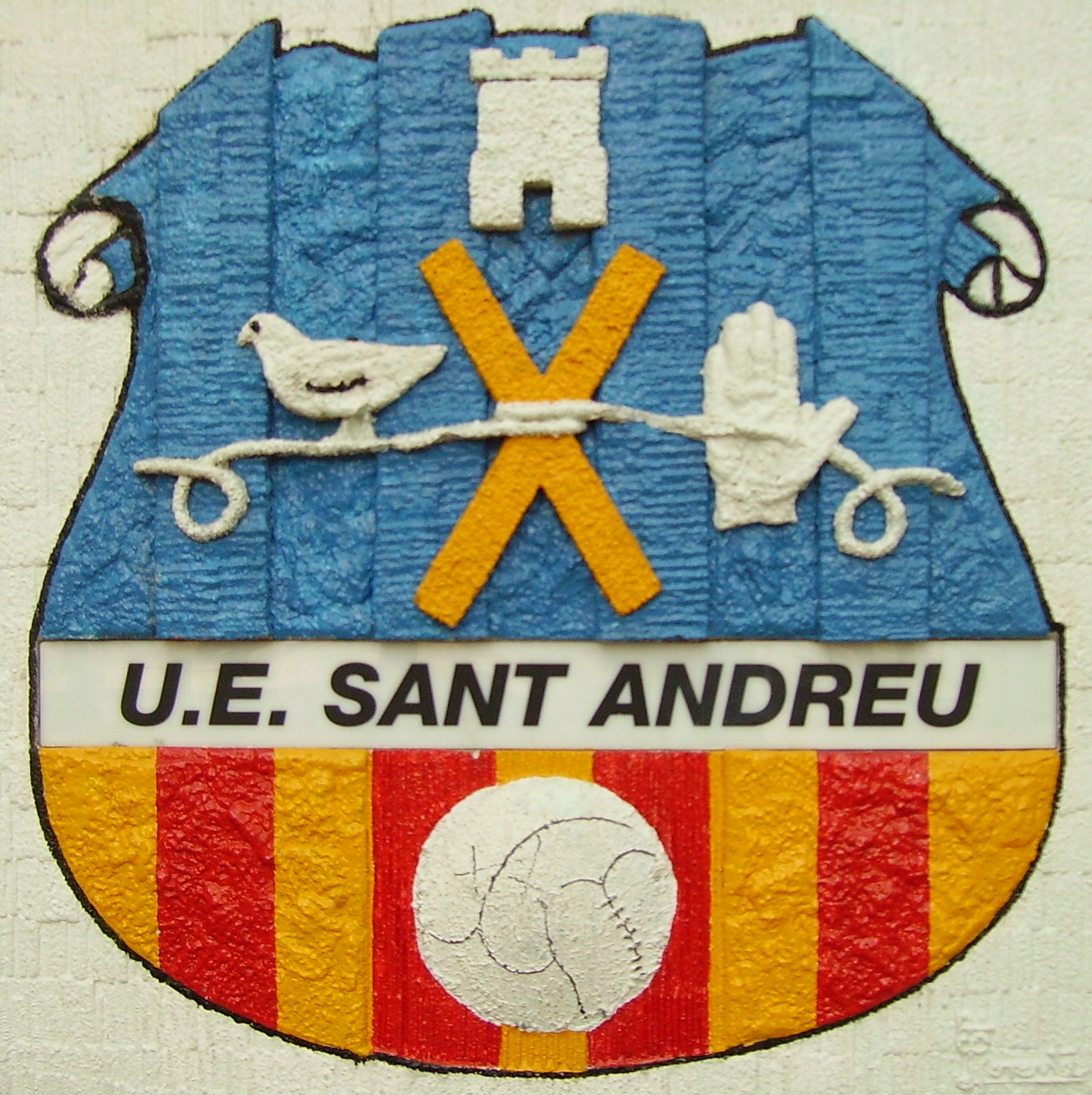
L'escut del Club al Narcís Sala.

### Tornejos estatals
- Segona Divisió B (2): 1991-92, 2009-10

- Tercera Divisió (5): 1949-50, 1957-58, 1968-69, 1984-85, 1989-90
- Copa Federació (1): 2012-13

### Tornejos nacionals
- Copa Catalunya (2): 2008-09, 2018-19
- Primera Divisió Catalana (1): 1999-2000
- Campionat de Catalunya de Segona Categoria (3): 1919-20, 1920-21, 1939-40

### Tornejos amistosos
- Torneig d'Històrics (6): 2005, 2007, 2014, 2021, 2023, 2024[56]

## Reconeixements institucionals
- Creu de Sant Jordi, concedida per la Generalitat de Catalunya (2009)[57]
- Medalla d'Or al Mèrit Esportiu, concedida per l'Ajuntament de Barcelona (2009)[58]
- Distinció com a Entitat Centenària, concedida per l'Ajuntament de Barcelona (2023)[59]

## Junta directiva
L'any 2024, la junta directiva del Sant Andreu és formada per les següents persones:
- President: Manuel Camino
- Vicepresident Jurídic: Josep Lluís Climent
- Vicepresident Esportiu: Mario Iniesta
- Secretari Consell d'administració: Miguel Montero
- Àrea Organització: Juan A. Iniesta
- Àrea Comunicació i Màrqueting: Gerard Álvarez
- Àrea Social: Josep Hormigo
- Àrea Cultural: Jesús Manzano

## Presidents
Al llarg de la seva història, el Sant Andreu ha tingut 26 presidents.
| - Josep Guàrdia (1925) - Julio Alcoriza (1926) - Pere Fontfreda (1927-1928) - Jaume Camprubí (1932-1935) - Pere Vinyals i Bogunyà (1939-1940) - Ramon Vallribera (1940-1941) - Joan Pagès (1941-1942) - Benet Ferrer i Sauqué (1942-1945) - Narcís Sala i Vila (1945-1952) - Antoni Guasch i Carreté (1952-1958) - Josep Marigó i Torras (1958-1960) | - Lluís Salafranca i Ribera (1960-1961) - Francesc Aresté i Prats (1961-1963) - Antoni de Haro i Castro (1963-1965) - Narcís Sala i Vila (1965-1971) - Joan Coma i Carbonell (1971-1977) - Félix Romero Vicente (1977-1978) - Josep Vivancos i Tarragó (1978-1979) - Lluís Camilleri i Rigal (1978-1979) - Francesc Aresté i Prats (1979-1986) - Jaume Vila (junta gestora) (1986-1987) - Josep Vivancos i Tarragó (1987-1994) | - Joan Coma i Carbonell (1994-1996) - Carles Caparrós Sacristán (junta gestora) (1996) - José Manuel Serrano Martínez (junta gestora) (1996) - Basilio Corral Peralvo (1996-1998) - Miquel Bacardit i Gamisans (1998-2004) - Joan Gaspart i Solves (2004-2011) - Manuel Camino Martínez (2011-2014) - Dinorah Santa Ana Da Silva (2014-2015) - Manuel Camino Martínez (2015-present) |

## Entrenadors
Categoria principal: Entrenadors de la UE Sant Andreu

Al llarg de la seva història, el Sant Andreu ha tingut 64 entrenadors.
| - Gabriel Bau (1925-1926) - Gabriel Bau (1929-1930) - Gabriel Bau (1932-1933) - Antoni López (1933-1934) - Antoni López (1935-1936) - Pep Planas (1939-1940) - Francesc Armet (1940) - Antoni Folguera (1940) - Antoni Sorribas (1940-1941) - Esteve Pedrol (1941-1942) - Manel Oro (1942-1945) - Pep Planas (1945-1946) - Manuel Cros (1946-1947) - Benito García (1947-1951) - Pep Planas (1951-1952) - Juan Gómez (1952-1953) - Pep Planas (1953-1954) - Josep Valle (1954-1957) - César Rueda (1957-1959) - José Gómez (1959) - Pep Planas (1959-1960) - Josep Mariscal (1960) - Manel Oro (1960-1961) - César Rueda (1961-1965) - Josep Valle (1965-1966) - Cata Balaguer (1966-1967) - Enrique Bescós (1967-1968) - Antoni Argilés (1968) - Patro Ramón (1968-1970) | - Ferdinand Daučík (1970) - Jiří Sobotka (1970) - Lluís Aloy (1971-1972) - Gustau Biosca (1972-1973) - Ferdinand Daučík (1973-1974) - Nacho Bergara (1974) - Domènec Balmanya (1974-1976) - César Rodríguez (1976) - Juan Carlos Barral (1976-1977) - Nacho Bergara (1977) - Ferdinand Daučík (1977) - Nacho Bergara (1977-1978) - Agustí Faura (1978-1979) - Guillermo Tovar (1979-1980) - Domenec Balmanya (1980) - Antonio Carmona (1980) - Francesc Ricart (1980-1981) - Manuel Jodas (1981) - Lluís Aloy (1981-1983) - Roberto Puerto (1983-1984) - Jaume Sabaté (1984-1985) - Antonio Muñoz (1985-1986) - Jaume Sabaté (1986-1987) - José Antonio Nicolás i Isma Comas (1987) - Andoni Jaurrieta (1987-1988) - Jaume Sabaté (1988) - Jaume Creixell (1988-1990) - Jordi Gonzalvo (1990-1993) | - Jaume Creixell (1993-1995) - Eusebio Corpa (1995) - Pepín Cabezas (1995-1998) - Jaume Oliver (1998) - José Antonio Nicolás (1998) - Jaume Creixell (1998-2000) - Juan Gregorio Endrino (2000-2001) - Antonio Muñoz i Juan Antonio Orenes (2001) - José Javier Torrijos (2001) - Xavier Agustí (2001) - Roberto Puerto (2001-2004) - Josep Maria Soldevila (2004-2006) - Jaume Creixell (2006-2007) - Félix Arnáiz (2007) - Natxo González (2007-2011) - Piti Belmonte (2011-2013) - Patxi Salinas (2013-2014) - Martí Cifuentes (2014) - Piti Belmonte (2014) - Rubén García (2014-2015) - Miguel Álvarez (2015) - Manolo Márquez (2015) - Joan Esteva (2015-2016) - Mikel Azparren (2016-2021) - Cristian Ramos (2021) - David Almazán (2021-2022) - Xavi Molist (2022-2025) - Natxo González (2025-present) |

## Jugadors destacats
| Anys 10-20 - Josep Planas (1916-1921) - Joan Coca (1915-1922) - Pere Solé (1922-1926) Anys 30 - Antoni López Sans (1925-1936) - Marià Martín (1936-1952) - Josep Ubeda (1933-1937) Anys 40 - Enric Buqué (1946-1951) - Manuel Va (1932-1952) - Domènec Balmanya (1948-1949) | Anys 50-60 - Joan Guillen (1945-1957) - Jaume Alborch (1953-1965) - Pancho Romero (1969-1970) Anys 70 - Àngel Mur (1969-1973) - Ignacio Miguel Bergara (1969-1972) - Antoni Giralt (1968-1973) - Antonio Martín (1968-1977) - Fernando Serena (1970-1976) - Enric Feliu (1970-1973) - Antoni Moya (1968-1978) - Iselín Santos Ovejero (1977-1978) | Anys 80 - Bartolomé Márquez (1981-1982) - Daniel Solsona (1987-1990) - Luis Blanco (1986-1991) Anys 90 - Ramon Maria Calderé (1990-1992) - Puncho (1991-1994) - Hans (1987-1993) Anys 2000 - Manolo Luna (1993-2005) - Manuel Lanzarote (2007-2010) - José Miguel Morales (2008-2015) - Josu Rodriguez (2012-2014, 2017-2020, 2022-2025) |

### Jugadors amb més partits
1. Antoni Moya Ribalta, amb 332 partits (1968-1978)
2. Guillermo Tovar Tous, amb 331 partits (1968-1979)
3. Antonio Martín López, amb 286 partits (1968-1977)
4. José Miguel Morales Martínez, amb 276 partits (2008-2015)
5. Josué Rodríguez Giménez, amb 272 partits (2012-2014, 2017-2020, 2022-2025)
6. Lluís Guri Lázaro, amb 250 partits (1977-1984)
7. Ángel Valencia Omedes, amb 247 partits (1952-1961)
8. Antoni Font Costa, amb 246 partits (1973-1981)
9. José Antonio Llamas Martínez, amb 246 partits (2014-2022)
10. Manuel Va Esteve, amb 245 partits (1932-33, 1936-37, 1939-1952)
11. Hans Schonhöfer Martí, amb 244 partits (1987-1993)
12. Jaime Alborch Marcús, amb 243 partits (1953-1954, 1956-1958, 1960-1965)
13. Ricard de Frías Carabias, amb 243 partits (1977-1980 i 1981-1988)
14. Joan Noguera Artero, amb 243 partits (2015-2023)
15. José Nicolás Montoliu, amb 224 partits (1978-1984)
16. Juan Guillén Galceran, amb 219 partits (1945-1946, 1948-1957)
17. Juan Díaz Albacete, amb 213 partits (1973-1979)
18. Fernando Rodríguez Serena, amb 210 partits (1970-1976)
19. José María Rodríguez Ardura, amb 206 partits (1968-1969, 1973-1978)
20. José Antonio García Martínez, amb 201 partits (1982-1989)
21. Antonio "Ton" Alcover Roige, amb 201 partits (2013-2021)
22. Juan Antonio Gallego Valdivia, amb 194 partits (2015-2021, 2023-2025)
23. Alberto Rodríguez Carroza, amb 192 partits (2011-2021)
24. Joaquín Álvarez Gómez, amb 189 partits (1962-1968)
25. Manel Gómez de la Hoz, amb 186 partits (2002-2007)

## Trofeu Memorial Narcís Sala
El Sant Andreu organitza anualment el Trofeu Memorial Narcís Sala, un torneig estiuenc que commemora a l'antic president del Club Narcís Sala i Vila. El trofeu va ser organitzat per primer cop als anys 90 i s'ha celebrat en quatre etapes (1991 a 1993, 2014 a 2015, 2017 i 2022 a 2024). De les nou edicions, el Sant Andreu n'ha guanyat vuit (1991, 1992, 1993, 2014, 2015, 2022, 2023 i 2024) i el CF Peralada una (2017).

## Rivalitats

### Rivalitats històriques
Al llarg de la seva història, el Sant Andreu ha mantingut rivalitats amb diferents equips. El rival històric del Sant Andreu va ser el CD Fabra i Coats, un altre equip de Sant Andreu de Palomar. Es van disputar varis derbis andreuencs entre els dos equips, fins que el Fabra i Coats va quedar assimilada a l'estructura del FC Barcelona als anys seixanta. A la resta del segle xx, la CF Muntanyesa i la UDA Gramenet van ser els principals rivals del Sant Andreu.

### Derbi del Pla de Barcelona
La principal rivalitat contemporània del Sant Andreu és la amb el CE Europa, conegut com el derbi del Pla de Barcelona, el segon derbi de Barcelona o la Vila contra el Poble. Tot i que ja hi havia una rivalitat menys intensa als anys 80 i 90, es considera generalment que la rivalitat es va intensificar l'any 2007. La rivalitat ha crescut més a la dècada del 2010 i la del 2020, sobre tot entre els grups d'animació dels dos clubs: els Desperdicis i els Eskapulats.

## Penyes i massa social

### Socis

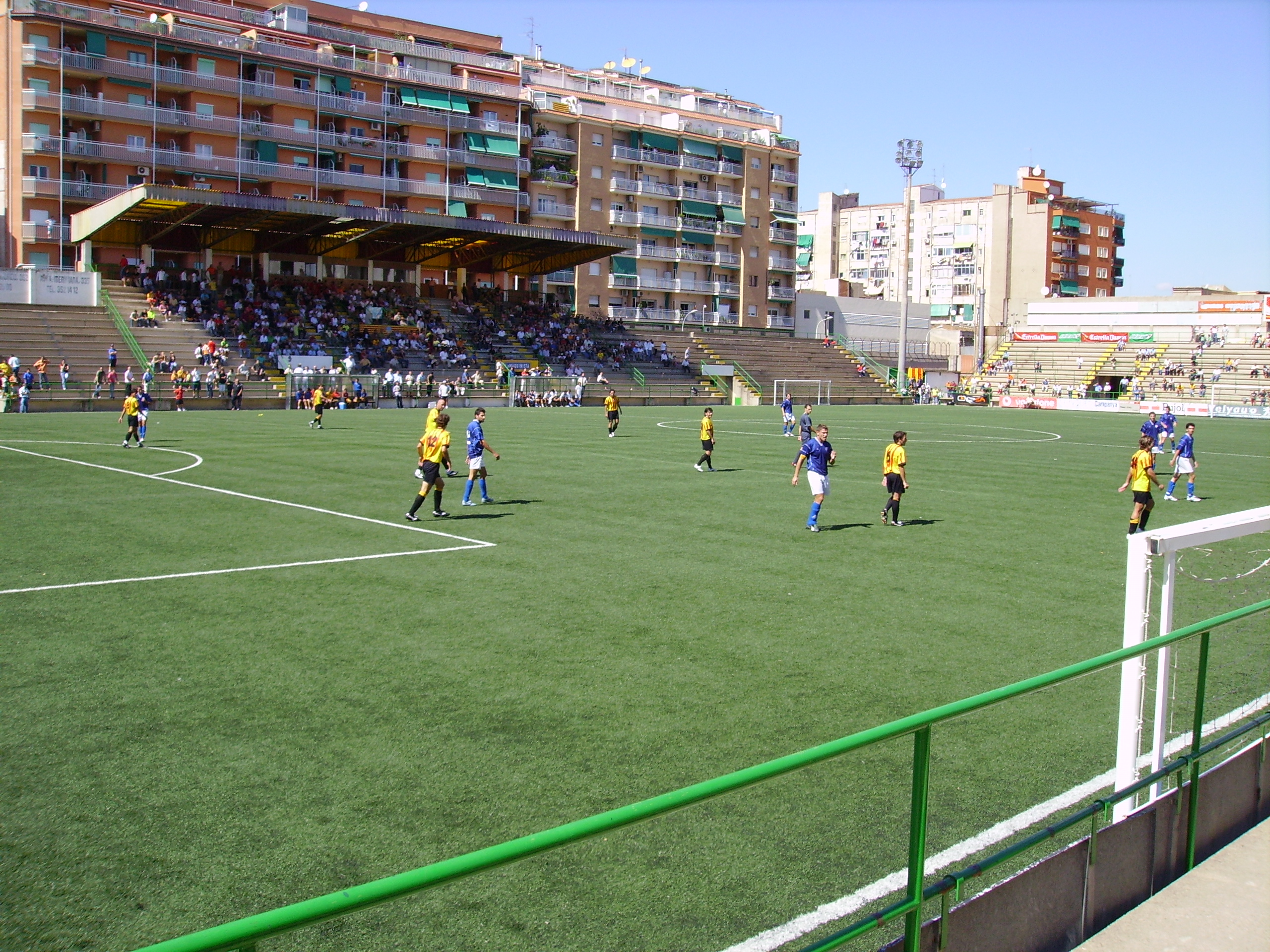
Sant Andreu-Gramenet a l'Estadi Narcís Sala.

El Sant Andreu compta amb una de les aficions més nombroses del futbol català, superant els 4.500 socis de cara la temporada 2024-25, el tercer nombre més alt de Barcelona.
Pel que fa a la distribució territorial dels socis, una gran part té residència al districte de Sant Andreu de Barcelona, però també compta amb un percentatge de socis relativament alt als districtes de Nou Barris, l'Eixample i Sant Martí. A més, compta amb socis arreu de Catalunya i a una dotzena d'altres països.

#### Evolució del nombre de socis
| Temporada | Nombre de socis |
| --------- | --------------- |
| 2020-21   | 670             |
| 2021-22   | 777             |
| 2022-23   | 1.134           |
| 2023-24   | 3.454           |
| 2024-25   | 4.857           |
| 2025-26   | 3.300           |

### Penyes i grups d'animació
El club ha comptat amb diversos grups d'animació com Front Andreuenc, Andreuencs ’98, Eskamot Quadribarrat, Nucli Fènix i Desperdicis, aquest últim és l'únic en actiu des del 2007. A partir de la temporada 2023-24, el club compta amb una Federació de Penyes, que aglutina totes les penyes existents dins el club. El novembre de 2024, el Sant Andreu compta amb 12 penyes inscrites a la Federació:
- 9NATS
- La Fumerola
- Desperdicis, el grup d'animació amb més pes, amb una ideologia marcadament d'esquerres i catalanista i reconegut pels seus tifos.[83][84][85]
- Quadritarats
- The Ramblers
- La Palmera del Palomar
- La Moreneta
- Lateral Quadribarrat
- Etíliks
- Baluard UESA
- R2Nord
- Comando l'Havana

### Dimensió social
El club té una dimensió política i social molt marcada, amb vincles històrics amb el catalanisme i l'esquerra i una aposta contemporània per l'antifeixisme. Un exemple del vessant social del club és la seva cooperació amb l'ONG Proactiva Open Arms, portant el seu logo a la samarreta desde el partit de Copa del Rei de 2018-19 contra l'Atlètic de Madrid. Aquest lligam amb l'ONG es va veure ampliat amb la visita al vaixell d'Open Arms el febrer del 2019 i continua a la temporada 2024-25, portant el seu logo a la samarreta. A més, compta amb el suport de varis grups de música catalans, com Els Amics de les Arts, The Tyets i Ginestà.